# Ruth Smith
Pour les articles homonymes, voir Smith.
Ruth Smith Nielsen, née le 5 avril 1913 à Vágur et morte le 26 mai 1958 à Vágur également, est une peintre danoise des Îles Féroé.